# Umeå Teaterförening
Vi dukar upp och du väljer. På Umeå Teaterförening letar vi hela tiden efter underhållande och tankeväckande föreställningar. Vi vill hitta teater, musik, dans, nycirkus, goda samtal och annat, som gör livet rikare. Utbudet av scenkonst ska vara brokigt och brett. Sedan är det du som väljer vad du vill dela med oss.
Redan 1934 startades Umeå Teaterförening och var därmed en av de första i Sverige. 2024 fyllde Umeå Teaterförening 90 år!
Vi är en del av Riksteatern och arrangerar flertalet av teater- och dansföreställningarna i Umeå, producerar programtidningen Rajden och driver Biljettcentrum. Vi är med våra drygt 2 000 medlemmar störst i Sverige, har flest arrangemang och säljer flest biljetter.